# محاسب قانوني
المحاسبون القانونيون هم المحاسبون الأوائل الذين شكلوا هيئة محاسبية مهنية، تأسست في البداية في اسكتلندا عام 1854. مُنحت كل من جمعية إدنبرة للمحاسبين (1854) ومعهد غلاسكو للمحاسبين وخبراء التأمين (1854) وجمعية المحاسبين في أبردين (1867) ميثاقاً ملكياً تقريباً منذ بدايتها. العنوان هو لقب مهني معترف به دوليّاً، يقابله بشكل عام لقب المحاسب العام المعتمد. لم تتمكن النساء من أن تصبحن محاسبات قانونيات إلا بعد قانون (إقصاء) استبعاد الجنس عام 1919، وبعد ذلك في عام 1920 اعترِف بماري هاريس سميث من قبل معهد المحاسبين القانونيين في إنجلترا وويلز وأصبحت أول امرأة محاسبة قانونية في العالم.
يعمل المحاسبون القانونيون في جميع مجالات الأعمال والتمويل، بما في ذلك مراجعة الحسابات والضرائب والإدارة المالية والعامة. ويشارك البعض في أعمال الأشغال العامة والبعض الآخر يعمل في القطاع الخاص وابعض آخر يعمل لدى الهيئات الحكومية.
تتطلب معاهد المحاسبين القانونيين من الأعضاء الالتزام بمستوى أدنى من التطوير المهني المستمر للبقاء في المنافسة المهنية. يسهلون مجموعات المصالح الخاصة (على سبيل المثال: الترفيه والإعلام أو الإفلاس وإعادة الهيكلة) التي تدخل مجالاتهم. يوفرون الدعم للأعضاء من خلال تقديم الخدمات الاستشارية وخطوط المساعدة التقنية والمكتبات الفنية. ويؤمنون فرصاً للتواصل المحترف والمهني وتطوير الأعمال.

## البلدان

### أستراليا
ينتسب المحاسبون القانونيون في أستراليا إلى المحاسبين القانونيين في أستراليا ونيوزيلندا (سي إيه إيه إن زد، سابقاً معهد المحاسبين القانونيين في أستراليا) ويستخدمون الأحرف الأولى للقب (سي إيه). ربما يُنتخب بعض كبار الأعضاء (15 عاماً على الأقل من عضوية المعهد) من الزملاء ويستخدمون الأحرف إف سي إيه. يوجد معهد المحاسبين الممارسين ومعهد المحاسبين العامين وهما متساويان بالوضع القانوني والاعتراف بالمحاسبين المحترفين المؤهلين. في 28 يونيو 2016، أعلنت جمعية المحاسبين القانونيين المعتمدين والمحاسبين القانونيين في أستراليا ونيوزيلندا عن تحالف استراتيجي لتوفير فرصة لعضوية مزدوجة في كلتا الهيئتين، ما سيضيف قيمة للأعضاء محلياً وعالمياً. سيدعى أعضاء جمعية المحاسبين القانونيين المقيمون في أستراليا ونيوزيلندا للتقدم بطلب للحصول على عضوية (سي إيه) وسيدعى أعضاء (سي إيه إيه إن زد) للتقدم بطلب للحصول على عضوية جمعية المحاسبين القانونيين المعتمدين، مع مراعاة معايير الأهلية للهيئة الأخرى.

### بنغلاديش
معهد المحاسبين القانونيين في بنغلاديش هو هيئة المحاسبة المهنية الوطنية في بنغلاديش. تأسست في عام 1973، وهي المنظمة الوحيدة التي لها الحق في منح لقب المحاسب القانوني في بنغلاديش. يُطلق على الأعضاء الكبار (عضوية لا تقل عن خمس سنوات) في المعهد اسم «الأعضاء الزملاء» ويستخدمون الحروف إف سي إيه.
يوجد في بنغلاديش أكثر من 1900 محاسب قانوني مسجل وأكثر من 28000 طالب تحت التدريب.

### بلجيكا
أُسِس المعهد الأوروبي للمحاسبين القانونيين في بلجيكا. يستخدم الأعضاء المؤهلون في المعهد لقب محاسب قانوني (سي إيه). يحتاج المتقدم إلى إكمال متطلبات الفحص إلى جانب الخبرة العملية في العمل للحصول على العضوية.

### برمودا
يعمل معهد المحاسبين القانونيين في برمودا مع المعهد الكندي للمحاسبين القانونيين والمعهد الأمريكي للمحاسبين القانونيين المعتمدين، وهو المنظمة الوحيدة في برمودا التي لها الحق في منح لقب المحاسبين القانونيين.

### كندا
في كندا، ينتسب المحاسبون القانونيون إلى المعهد الكندي للمحاسبين القانونيين عن طريق العضوية في معهد إقليمي أو ريفي واحد على الأقل (أو «بتقديم طلب» في كيبيك). يطلب من المرشح الحصول على شهادة جامعية بالإضافة إلى الخبرة والتعليم حسب المقاطعة لكي يصبح عضواً. يتعين على المرشحين في جميع المقاطعات اجتياز الاختبار الموحد الذي يمتد لثلاثة أيام، حالياً يُعرف بالاختبار النهائي المشترك.
منذ عام 2012، توحد المعهد الكندي للمحاسبين القانونيين مع الجهازين الآخرين للمحاسبة في كندا. اعتمِد لقب محاسب قانوني معتمد لكل من المحاسبين العامين المعتمدين ومحاسبي الإدارة المعتمدين، ما جعل مصطلح محاسب قانوني ملغيًا.

### جمهورية التشيك
في جمهورية التشيك، المحاسبين القانونيين هم عموماً أعضاء في معهد المحاسبين القانونيين في جمهورية التشيك ويستخدمون أحرف اللقب سي إيه إي (خبير محاسب قانوني). قد يكون المحاسبون القانونيون أيضاً أعضاء في مجلس مراجعي الحسابات في الجمهورية التشيكية، الذي أطلَق معه معهد المحاسبين القانونيين، مؤهلات المحاسبين القانونيين المشاركين في عام 2015.

### الاتحاد الأوروبي
بموجب تعليمات الاعتراف المتبادل، يمكن للمنطقة الاقتصادية الأوروبية والمواطنين السويسريين الحاصلين على مؤهل مهني أن يصبحوا أعضاء في الهيئات المماثلة في دولة عضو أخرى. ومع ذلك، يجب على المحاسبين اجتياز اختبار الكفاءة لفهم الظروف المحلية (والتي ستضمن الاختلافات في القانون المحلي وقانون الشركات). ومع ذلك، فإن اللقب المحلي غير متاح للاستخدام إذا اختار المهني ألا ينضم إلى الهيئة المهنية المحلية. على سبيل المثال، يمكن لحامل مؤهل محاسب خبير فرنسي أن يتدرب كمحاسب في إنجلترا دون إجراء اختبار محلي ولكن يمكنه فقط أن يصف نفسه/ نفسها بأنه/ أنها «محاسب خبير (فرنسا)» وليس «محاسبًا قانونيًا». داخل المنطقة الاقتصادية الأوروبية، فقط المملكة المتحدة وأيرلندا لديها هيئات تمنح لقب محاسب قانوني.

### الهند
في الهند، يُنظم المحاسبون القانونيون من قبل معهد المحاسبين القانونيين في الهند الذي أُنشئ بموجب قانون المحاسبين القانونيين عام 1949. يحق للأعضاء المنتسبين إلى معهد المحاسبين القانونيين في الهند إضافة البادئة سي إيه إلى أسمائهم. يمكن للأعضاء الذين هم في العمل بدوام كامل، والذين أكملوا خمس سنوات من العمل، استخدام إف سي إيه. اعتباراً من أبريل 2017، تضمن معهد المحاسبين القانونيين في الهند ما يقارب 270000 عضو مسجل.
يمكن الدخول إلى المهنة من خلال إنجاز دورة تأسيس محاسب قانوني بعد إكمال التعليم (الصف الثاني عشر). بدلاً من ذلك، قد يتدرب الخريجون كمساعد تحت التمرين لمدة ثلاث سنوات في شركة ممتازة قبل الامتحان النهائي. ينبغي إكمال 100 ساعة شاملة من التدريب على تكنولوجيا المعلومات وبرنامج توجيهي لتنمية المهارات البرامجية قبل التمرين. ومع ذلك، تقتصر شهادة المحاسبين القانونيين على الحدود الجغرافية للهند وهي غير صالحة في البلدان التي تتبع معايير مختلفة من الممارسات المحاسبية.

### أيرلندا
في أيرلندا، يعتبر المحاسبون القانونيون عموماً أعضاء في المحاسبين القانونيين في إيرلندا ويستخدمون الأحرف الأولى للقب إي سي إيه أو إف سي إيه. ربما يكون المحاسبون القانونيون أيضاً أعضاء في معهد المحاسبين القانونيين في إنجلترا وويلز أو في معهد المحاسبين القانونيين في اسكتلندا.

### نيبال
في نيبال، تُنظم مهنة المحاسبة القانونية من قبل معهد المحاسبين القانونيين في نيبال الذي أنشأه البرلمان بموجب قانون المحاسبين القانونيين عام 1997. بعد الانتهاء من ثلاثة مستويات من الامتحانات (محاسب قانوني معتمد مستوى أول وثاني وثالث) مع ثلاث سنوات من التدريب على المواد تحت مؤهل محاسب قانوني، يمكن للمرء الحصول على عضوية معهد المحاسبين القانونيين في نيبال ومع شهادة المزاولة، ليتمكن من مزاولة محاسب قانوني معتمد.

### نيوزيلندا
في نيوزيلندا، ينتسب المحاسبون القانونيون إلى المحاسبين القانونيين في أستراليا ونيوزيلندا (معهد نيوزيلندا للمحاسبين القانونيين سابقاً) ويستخدمون الأحرف الأولى للقب سي إيه. ربما يُنتخب بعض كبار الأعضاء الزملاء ويستخدمون الحروف إف سي إيه.
يوجد أيضاً مؤهل متوسط المستوى يسمى «المحاسب القانوني المشارك» مع حروف اللقب إيه سي إيه. المحاسبون القانونيون المشاركون غير مؤهلين للحصول على شهادة مزاولة عامة، وبالتالي لا يمكنهم تقديم خدمات للعامة.

### باكستان
معهد المحاسبين القانونيين في باكستان هو الهيئة المهنية للمحاسبين القانونيين في باكستان، التي تأسست في 1 يوليو 1961 بموجب مرسوم المحاسبين القانونيين عام 1961. وهو الهيئة والسلطة الوحيدة في باكستان المفوضة لتنظيم مهنة المحاسبة وتدقيق الحسابات في البلاد. تتبنى وتطور معايير التدقيق الوطنية وتطور معايير المحاسبة للجنة الأوراق المالية والبورصات في باكستان. ويمثل المحاسبين الموظفين في الأشغال العامة والأعمال التجارية والصناعة والقطاع العام. المعهد عضو في الاتحاد الدولي للمحاسبين، وهو المنظمة العالمية لمهنة المحاسبة.
يضم معهد المحاسبين القانونيين في باكستان أكثر من 7000 عضو نشط وأكثر من 25000 طالب. تشمل هيئات المحاسبة الوطنية الأخرى معهد محاسبي التكلفة والإدارة في باكستان والمعهد الباكستاني للمحاسبين الماليين.. إلخ. معهد المحاسبين القانونيين ومعهد محاسبي التكلفة والإدارة عضوان كاملا العضوية في الاتحاد الدولي للمحاسبين والمعهد الباكستاني للمحاسبين الماليين عضو مشارك. إلى جانب هيئات المحاسبة الوطنية، تتمتع جمعية المحاسبين القانونيين المعتمدين أيضاً بحضور قوي في باكستان.

### سنغافورة
لقب المحاسب القانوني لسنغافورة محمي بموجب قانون هيئة المحاسبة في سنغافورة. الحصول على اللقب تابع لهيئة المحاسبة في سنغافورة، وهي هيئة قانونية حكومية. معهد المحاسبين القانونيين السنغافوريين هو كيان محدد في قانون المحاسبين القانونيين في سنغافورة ويمنح لقب المحاسب القانوني في سنغافورة. يتكون برنامج تأهيل المحاسب القانوني السنغافوري من ثلاثة عناصر: القاعدة الأكاديمية والبرنامج المهني و3 سنوات من الخبرة العملية. عملت هيئة المحاسبة والمحاسب القانوني في سنغافورة على تعزيز ورفع الوضع الخاص بمستوى مؤهلات المحاسبين القانونيين في سنغافورة من أجل الاعتراف الدولي.
يجب أن يحمل المتقدمون المؤهلون لبرنامج مؤهلات المحاسبين القانونيين المعتمدين في سنغافورة إما شهادات معتمدة أو شهادات أخرى أو طلاب جامعيين أو ديبلومات فنية محلية. يجب أن يحصل من يحملون مؤهلات للدخول المباشر في البرنامج المهني على شهادات محاسبة محلية من جامعة نانيانغ التكنولوجية وجامعة سنغافورة الوطنية وجامعة سنغافورة للإدارة وجامعة سنغافورة للعلوم الاجتماعية ومعهد سنغافورة للتكنولوجيا.    
في عام 2013، كان لدى حاملي جمعية المحاسبين القانونيين المعتمدين والمحاسب القانوني المعتمد في أستراليا حتى 31 ديسمبر 2016 والطلاب الحاليين حتى 31 ديسمبر 2018 إكمال دورة القبول المسبق بمعهد المحاسبين القانونيين في سنغافورة والتأهل للقب المهني «المحاسب القانوني في سنغافورة» من خلال الترتيبات الانتقالية السابقة.